# انتقام‌جویان ناپیدا
انتقام‌جویان ناپیدا (روسی: Неуловимые мстители) فیلمی روسی به کارگردانی ادموند کئوسیان است که در سال ۱۹۶۷ منتشر شد. از بازیگران آن می‌توان به لئونید پارخامنکو، اینا چوریکوفا و ساولی کراماروف اشاره کرد.